# José Martí Llorca
José Martí Llorca (* 1903 in Valencia, Spanien; † 1997) war ein spanisch-argentinischer Violinist und Komponist.

## Leben
Llorca kam als Kind nach Argentinien und wurde argentinischer Staatsbürger. Er studierte bei Pascual de Rogatis und Celestino Piaggio und war von 1926 bis 1954 Violinist im Orchester der Teatro Colón. Außerdem unterrichtete er am Conservatorio Municipal de Música. Er komponierte u. a. Dos piezas líricas (1934), eine Sonatina en fa sostenido menor (1940), eine Suite en sol menor (1949) und ein Concertino (1969).

## Quelle
- Inmigración en la argentina 1810-1960: cantantes, músicos y bailarines

| Personendaten    | Personendaten                                   |
| ---------------- | ----------------------------------------------- |
| NAME             | Martí Llorca, José                              |
| KURZBESCHREIBUNG | spanisch-argentinischer Violinist und Komponist |
| GEBURTSDATUM     | 1903                                            |
| GEBURTSORT       | Valencia                                        |
| STERBEDATUM      | 1997                                            |